# Heikegani
Heikegani (平家蟹, ヘイケガニ) (tên khoa học Heikeopsis japonica) là một loài cua bản địa của Nhật Bản. Trên mai của chúng có những vân nổi giống như một khuôn mặt người mà nhiều người cho là khuôn mặt của một samurai tức giận vì vậy chúng còn có biệt danh cua Samurai.